# Ecliptopera subaenescens
Ecliptopera subaenescens är en fjärilsart som beskrevs av George Francis Hampson 1895. Ecliptopera subaenescens ingår i släktet Ecliptopera och familjen mätare. Inga underarter finns listade i Catalogue of Life.